# Ебастин
Ебастин — синтетичний препарат, що є похідним алкіламіну, та належить до антигістамінних препаратів ІІ покоління, для перорального застосування.

## Фармакологічні властивості
Ебастин — синтетичний препарат, що є похідним алкіламіну та належить до групи антигістамінних препаратів ІІ покоління. Механізм дії препарату полягає у селективному блокуванні Н1-рецепторів гістаміну. Препарат знижує проникність капілярів, запобігає розвитку та полегшує перебіг алергічних реакцій негайного типу, попереджує індуковані гістаміном спазми гладкої мускулатури судин та внутрішніх органів. При застосуванні ебастину в пацієнтів із бронхіальною астмою спостерігається зменшення кількості еозинофілів у крові та покращення показників функції зовнішнього дихання. Ебастин має лише незначну дію на м-холінорецептори та серотонінові рецептори. На відміну від антигістамінних препаратів І покоління, ебастин погано проходить через гематоенцефалічний бар'єр та практично не має седативного ефекту. Ебастин не має токсичного впливу на міокард навіть у високих дозах, не блокує калієві канали кардіоміоцитів, не викликає подовження інтервалу QT та інших порушеннями серцевої діяльності. Одночасне застосування препарату з кетоконазолом або еритроміцином може призвести до подовження інтервалу QT на ЕКГ.

### Фармакокінетика
Ебастин швидко всмоктується в шлунково-кишковому тракті, та після першого проходження через печінку метаболізується до активної похідної — каребастину. Прийом їжі не впливає на всмоктування та біодоступність препарату. Максимальна концентрація препарату в крові досягається протягом 2,6—4 годин, дія препарату може тривати до 72 годин. Ебастин та його активний метаболіт добре зв'язуються з білками плазми крові. Препарат погано проходить через гематоенцефалічний бар'єр. Даних за проникнення ебастину через плацентарний бар'єр та виділення в грудне молоко немає. Метаболізується ебастин у печінці з утворенням активних метаболітів. Виводиться препарат переважно нирками у вигляді активних метаболітів. Період напіввиведення ебастину складає 15—19 годин, у пацієнтів із нирковою недостатністю складає 23—26 годин, при печінковій недостатності цей час може збільшуватися до 27 годин.

## Показання до застосування
Ебастин застосовується при хронічній кропив'янці, сезонному та цілорічному алергічному риніті, алергічному кон'юнктивіті, алергічному дерматиті.

## Побічна дія
При застосуванні ебастину спостерігаються наступні побічні ефекти:
- Алергічні реакції — дуже рідко (менше 0,01%) висипання на шкірі, дерматит, кропив'янка, набряк Квінке, анафілактичний шок.
- З боку травної системи — рідко (0,01—0,1%) сухість у роті; дуже рідко (менше 0,01%) блювання, біль у животі, гепатит, холестаз.
- З боку нервової системи — рідко (0,01—0,1%) сонливість; дуже рідко (менше 0,01%) запаморочення, головний біль, гіпестезія, порушення смаку.
- Зміни в лабораторних аналізах — дуже рідко (менше 0,01%) підвищення активності амінотрансфераз, лужної фосфатази та ГГТП, підвищення рівня білірубіну в крові.

## Протипокази
Ебастин протипоказаний при підвищеній чутливості до препарату. Ебастин не застосовується при вагітності та годуванні грудьми. Ебастин з обережністю застосовують у хворих із порушенням функції печінки та нирок. Ебастин не рекомендовано застосовувати з еритроміцином та кетоконазолом у зв'язку із імовірністю подовження інтервалу QT.

## Форми випуску
Ебастин випускається у вигляді таблеток по 0,1 та 0,2 г та сиропу у флаконах по 60 та 120 мл із вмістом ебастину по 1 мг/1 мл.